# Sven Grünberg
Sven Grünberg (ur. 24 listopada 1956) – estoński kompozytor muzyki elektronicznej i rocka progresywnego z Tallina.

## Biografia
Sven Grünberg ukończył w 1976 roku w Tallinie miejską szkołę muzyczną (Tallinna Muusikakool). Już jako student grał w kilku muzycznych formacjach. W styczniu 1974 roku wspólnie z Härmo Härmem założył progresywno-rockowy zespół Mess, który wykorzystywał głównie instrumenty elektroniczne. Muzyka zespołu połączona była z elementami wizualnymi. Grünberg był pierwszym muzykiem w Estonii, który wykorzystywał syntezator i choć zespół istniał kilka lat i wiele koncertował, nie udało mu się wydać żadnej płyty. Powodem były konflikty z ówczesnymi radzieckimi autorytetami kultury, a sama muzyka niezbyt wpisywała się w ówczesną ideologię. Zespół ten był pod wieloma względami wyjątkowy w całym byłym Związku Radzieckim, aż do rozpadu w 1976 roku. Dopiero po upadku Związku Radzieckiego, w 1996 roku udało się wydać kompilację kilku utworów grupy, a w 2004 roku cały zremasterowany album.
Od czasów młodości Sven Grünberg był pod silnym wpływem azjatyckich dźwięków i instrumentów, szczególnie muzyki tybetańskiej. Obecnie jest jednym z najbardziej znanych wyznawców buddyzmu w Estonii, członkiem zarządu i dyrektorem estońskiego Instytutu Buddyjskiego (Budismi Instytuut).
Obecnie pracuje jako niezależny kompozytor, muzyk studyjny i reżyser dźwięku. Jest autorem licznych podkładów muzycznych do przedstawień scenicznych i filmów, w tym takich jak „Hotel pod poległym alpinistą” czy „Klątwa doliny węży”. Ściśle współpracował z estońskim reżyserem filmowym Olavem Neulandem (1947–2005), tworząc muzykę do większości jego filmów.
Ponadto Sven Grünberg jest dyrektorem muzycznym wielu projektów. Od 1993 roku wykłada film i muzykę w Estonii i Finlandii.

## Styl muzyczny
Sven Grünberg zazwyczaj gra własne utwory. Jego utwory najczęściej są długie, spokojne i medytacyjne. Chociaż niekiedy wyrażają wewnętrzne napięcie, unikają elementów konfrontacyjnych.

## Dyskografia[8]

### Indywidualna
- Mess (1980)
- Hingus (1981)[9]
- OM (1988)[9]
- Milarepa (1993)
- Prana Symphony (1995)
- Hukkunud Alpinisti hotell (2001)
- Milarepa (2006)

### Dyskografia wraz zMess
- Mess (1996)
- Küsi eneselt (2004)

## Filmografia
- 1979: Hotel pod poległym alpinistą
- 1982: Corrida
- 1984: Reekviem
- 1984: Hundiseaduse aegu
- 1987: Klątwa doliny węży
- 1992: Łza księcia ciemności
- 2001: Lepatriinude jõulud
- 2004: Täna öösel me ei maga
- 2005: Kõrini!
- 2006: Leiutajateküla Lotte
- 2008: Detsembrikuumus
- 2011: Lotte ja kuukivi saladus